# Яса
Яса́, Великая Яса (монг. Их засаг хууль?, ᠶᠡᠬᠡ 
ᠵᠠᠰᠠᠭ 
ᠬᠠᠤᠯᠢ? — Закон великой власти) — уложение Чингисхана, которое он, по преданию, издал на великом всемонгольском курултае и которое постоянно подтверждалось его преемниками.

## Этимология
Монгольский глагол «ᠵᠠᠰᠠ, заса» — «правь, организуй» и с суффиксом «г» образует существительное «ᠵᠠᠰᠠᠭ, засаг».

## Изучение и восстановление текста
Ни в монгольском подлиннике, ни в полном переводе Яса до нас не дошла. Мы знаем её по сообщениям и выдержкам персидских и арабских историков монголов (аль-Макризи, Вартан, Ибн Батута и др.). Эти сведения были подробно проанализированы Йозефом фон Хаммер-Пургшталем. Подобную работу выполняли и последующие европейские историки, такие как Илья Березин, Эрдманн, Г. Хоуорт и другие.
Д. Айалон высказал мнение, что эти сведения о Ясе — вымысел автора. Он считал, что Аль-Макризи стремился опорочить правительство мамлюков и с этой целью пытался показать, что они включили монгольские юридические нормы в свои законы. Такой же точки зрения придерживались другие исследователи: Д. Морган и Д. Эгль.
И. де Рахевильц полагает, что Яса существовала как устный свод запретов и правил, в который было запрещено вносить изменения. Однако Яса не представляла собой чётко разработанного юридического кодекса, скорее это была компиляция различных установлений, правил и табу, установленных Чингисханом с некоторыми дополнениями в правление Угэдэя. Текст Ясы не сохранился, однако многие сюжеты известны в пересказе других средневековых источников. С течением времени значение Ясы упало вследствие разделения Монгольской империи на несколько самостоятельных частей, в которых определяющую роль имели местные юридические традиции.
Ясой также занимался П. Рачневский. Он полагал, что при Чингисхане так называемая Яса представляла собой совокупность записей различных изречений и распоряжений хана, высказанных по разным поводам и в течение длительного периода времени. Эти изречения нельзя считать юридическим документом систематического характера.
Синолог В. Васильев, познакомившись с Ясой по изложению персидского историка Рашид ад-Дина, отказывался видеть в Ясе свод законов. По его мнению, Яса — вовсе не закон, а то же, что изречения каждого китайского богдыхана, ему приписываемые и после его смерти издаваемые. Как на образчик таких изречений, Васильев указывал на статью «Домашние изречения Канси».

## Структура
Восстановляемые положения Ясы можно разделить на пять отделов:
- преступления, караемые смертью
- война, её ведение и военное устройство
- семья и семейный строй
- похвальные доблести
- различные запреты.

Государственный механизм и общественный строй, предписываемый Ясой, организован по китайскому образцу.

## О содержании
Достоверных данных о содержании Ясы нет, есть лишь предполагаемые её составные части, полученные из разных источников. Нижеприведённый список не является ни исчерпывающим, ни однозначно достоверным и приводится в переводе по книге Харольда Альберта Лэмба (англ. Harold Albert Lamb) «Genghis Khan: The Emperor of All Men», Garden City Publishing, 1927 год:
1. Приказано верить, что есть только один Бог на земле, создатель неба и земли, что творит жизнь и смерть, богатство и бедность, как угодно ему, и обладающий высшей властью.
2. Служители культа, врачи и омыватели тел освобождаются от всяких податей.
3. Подданным империи запрещено брать монголов себе в качестве рабов или прислуги.
4. Под страхом смертной казни запрещено самовольно провозглашать себя императором, если на то нет решения курултая.
5. Запрещено вождям народов и кланов, подчинённых монголам, носить почётные титулы.
О войне:
6. Запрещено творить мир с всяким вождем, князем или народом, что не подчинился.
7. Все мужчины должны служить в войске, за редким исключением.
8. Все мужчины, не участвующие в войне, должны бесплатно работать на империю определённое время.
9. Организовывать войско следует из отрядов по 10, 100, 1000 и 10000 человек, чтобы можно было быстро собрать войско.
10. Каждый воин получает своё оружие из рук непосредственного командира перед началом похода. Каждый воин обязан следить за состоянием своего оружия, а командир проверять его перед началом битвы.
11. Под страхом смертной казни запрещено воинам грабить врага и мародёрствовать, докуда командующий не дал разрешения, а после такого разрешения солдаты, наравне с офицерами, имеют право на добытое, если они уплатили соответствующую часть императору.
12. Военная добыча должна делиться следующим образом:
  - 3/5 доставалось войску
  - 1/5 доставалась джихангиру (руководителю похода)
  - 1/5 доставалась императору
13. Для тренировки войска надлежит организовывать большую охоту каждую зиму, для чего запрещено с марта по октябрь убийство оленей, косуль и других самцов парнокопытных, а также зайцев, диких ослов и птиц.
14. Офицеры и вожди, не выполнившие задание или не явившиеся по зову хана, приговариваются к смерти. Если их проступок менее серьёзен, им надлежит лично явиться к хану.
О браке:
15. Закон о браке требует, чтобы каждый мужчина выкупал свою жену, а родственные браки запрещены. Человек может жениться на двух сёстрах, равно как и иметь несколько наложниц.
16. Всякий замеченный в супружеской измене наказывается смертью, и виновные в ней могут быть убиты на месте.
17. Если две семьи желают объединиться посредством брака, но имеют лишь малолетних детей, то брак такой разрешить при условии, если один из детей мальчик, а другая девочка. В случае смерти детей брачный договор сохраняет свою силу.
О быте:
18. Женщины должны заниматься собственностью и хозяйством. Мужчины должны заниматься только охотой и войной.
19. Запрещено без нужды проливать кровь (даже домашних животных) на землю.
20. Разрешено употреблять в пищу кровь и внутренности животных, хотя ранее это было запрещено.
21. Запрещено, под страхом смертной казни, стирать бельё и купаться в водоёмах или как-либо их загрязнять.
О преступлениях:
22. Укравшего коня или вола или иную равноценную вещь, казнить, а тело расчленить надвое. За меньшее воровство наказать, сообразно ценности украденного, количеством ударов палки: 7, 17, 27 и до 700. Телесного наказания можно избежать, уплатив девятикратную стоимость украденной вещи.
23. Под страхом смертной казни запрещено давать кров, еду и одежду беглым рабам. То же касается всякого, кто, встретив беглого раба, не привёл его к хозяину.
24. Шпионов, лжесвидетельствующих и колдунов приговаривать к смерти.
и др.

## В настоящее время
В турецком языке слово «закон» имеет форму «yasa» (хотя во времена Оттоманской империи турки использовали арабское слово «хукук»), а прилагательное «законный» — «yasal».